# Sames Auto Arena
O Sames Auto Arena (anteriormente conhecido como Laredo Entertainment Center e Laredo Energy Arena) é uma arena localizada na cidade de Laredo, Texas. No do complexo da Sames Auto Arena, há vários hotéis a uma curta distância, o Aeroporto Internacional de Laredo também está nas proximidades.

## História
Em 2010, o Laredo Entertainment Center, foi renomeado para Laredo Energy Arena após a Laredo Energy ter adquirido os direitos de registro do nome do local. Oito anos depois, o Sames Auto Group adquiriu os direitos de nomeação da arena e o local atualmente é conhecido como Sames Auto Arena.
Histórico de nomes
- Laredo Entertainment Center (2002—2010)
- Laredo Energy Arena (2010—2018)
- Sames Auto Arena (2018—presente)